# Rugby 7 na Igrzyskach Azji Południowo-Wschodniej 2015
Turniej rugby 7 na Igrzyskach Azji Południowo-Wschodniej 2015 odbył się w Singapurze w dniach 6–7 sierpnia 2015 roku. Areną zmagań zarówno kobiet, jak i mężczyzn był Choa Chu Kang Stadium.
Rugby union w programie tych zawodów pojawiło się piąty raz – po ośmiu latach przerwy. Oba turnieje rozegrano na Choa Chu Kang Stadium, a triumfowali w nich Filipińczycy i reprezentantki Tajlandii.

## Podsumowanie

### Klasyfikacja medalowa
| Klasyfikacja medalowa | Klasyfikacja medalowa | Klasyfikacja medalowa | Klasyfikacja medalowa | Klasyfikacja medalowa | Klasyfikacja medalowa |
| Miejsce               | Reprezentacja         | Złoto                 | Srebro                | Brąz                  | Razem                 |
| --------------------- | --------------------- | --------------------- | --------------------- | --------------------- | --------------------- |
| 1                     | Filipiny              | 1                     | 0                     | 1                     | 2                     |
| 2                     | Tajlandia             | 1                     | 0                     | 0                     | 1                     |
| 3                     | Singapur              | 0                     | 1                     | 1                     | 2                     |
| 4                     | Malezja               | 0                     | 1                     | 0                     | 1                     |
| Razem                 | Razem                 | 2                     | 2                     | 2                     | 6                     |

### Medaliści
| Konkurencja | 1. miejsce | 2. miejsce | 3. miejsce |
| ----------- | ---------- | ---------- | ---------- |
| Mężczyźni   | Filipiny   | Malezja    | Singapur   |
| Kobiety     | Tajlandia  | Singapur   | Filipiny   |

## Turniej mężczyzn

### Faza grupowa
| 6 czerwca 201510:00 | Laos | 0:40(0:21) | Malezja | Choa Chu Kang Stadium, Singapur |
| 6 czerwca 201510:00 |      | 0:40(0:21) |         | Choa Chu Kang Stadium, Singapur |

| 6 czerwca 201510:25 | Kambodża | 0:36(0:19) | Singapur | Choa Chu Kang Stadium, Singapur |
| 6 czerwca 201510:25 |          | 0:36(0:19) |          | Choa Chu Kang Stadium, Singapur |

| 6 czerwca 201510:50 | Tajlandia | 10:24(5:10) | Filipiny | Choa Chu Kang Stadium, Singapur |
| 6 czerwca 201510:50 |           | 10:24(5:10) |          | Choa Chu Kang Stadium, Singapur |

| 6 czerwca 201512:30 | Laos | 14:14(14:7) | Kambodża | Choa Chu Kang Stadium, Singapur |
| 6 czerwca 201512:30 |      | 14:14(14:7) |          | Choa Chu Kang Stadium, Singapur |

| 6 czerwca 201512:55 | Malezja | 29:7(12:7) | Tajlandia | Choa Chu Kang Stadium, Singapur |
| 6 czerwca 201512:55 |         | 29:7(12:7) |           | Choa Chu Kang Stadium, Singapur |

| 6 czerwca 201513:20 | Singapur | 0:17(0:10) | Filipiny | Choa Chu Kang Stadium, Singapur |
| 6 czerwca 201513:20 |          | 0:17(0:10) |          | Choa Chu Kang Stadium, Singapur |

| 6 czerwca 201515:00 | Laos | 0:57(0:38) | Tajlandia | Choa Chu Kang Stadium, Singapur |
| 6 czerwca 201515:00 |      | 0:57(0:38) |           | Choa Chu Kang Stadium, Singapur |

| 6 czerwca 201515:25 | Kambodża | 0:55(0:29) | Filipiny | Choa Chu Kang Stadium, Singapur |
| 6 czerwca 201515:25 |          | 0:55(0:29) |          | Choa Chu Kang Stadium, Singapur |

| 6 czerwca 201515:50 | Singapur | 14:5(7:5) | Malezja | Choa Chu Kang Stadium, Singapur |
| 6 czerwca 201515:50 |          | 14:5(7:5) |         | Choa Chu Kang Stadium, Singapur |

| 7 czerwca 201510:00 | Laos | 0:43(0:22) | Filipiny | Choa Chu Kang Stadium, Singapur |
| 7 czerwca 201510:00 |      | 0:43(0:22) |          | Choa Chu Kang Stadium, Singapur |

| 7 czerwca 201510:25 | Kambodża | 0:52(0:26) | Malezja | Choa Chu Kang Stadium, Singapur |
| 7 czerwca 201510:25 |          | 0:52(0:26) |         | Choa Chu Kang Stadium, Singapur |

| 7 czerwca 201510:50 | Tajlandia | 14:10(7:5) | Singapur | Choa Chu Kang Stadium, Singapur |
| 7 czerwca 201510:50 |           | 14:10(7:5) |          | Choa Chu Kang Stadium, Singapur |

| 7 czerwca 201512:30 | Laos | 0:66(0:31) | Singapur | Choa Chu Kang Stadium, Singapur |
| 7 czerwca 201512:30 |      | 0:66(0:31) |          | Choa Chu Kang Stadium, Singapur |

| 7 czerwca 201512:55 | Kambodża | 0:76(0:40) | Tajlandia | Choa Chu Kang Stadium, Singapur |
| 7 czerwca 201512:55 |          | 0:76(0:40) |           | Choa Chu Kang Stadium, Singapur |

| 7 czerwca 201513:20 | Malezja | 10:14(5:14) | Filipiny | Choa Chu Kang Stadium, Singapur |
| 7 czerwca 201513:20 |         | 10:14(5:14) |          | Choa Chu Kang Stadium, Singapur |

### Faza pucharowa

#### Mecz o 5. miejsce
| 7 czerwca 201515:00 | Laos | 26:10(19:0) | Kambodża | Choa Chu Kang Stadium, Singapur |
| 7 czerwca 201515:00 |      | 26:10(19:0) |          | Choa Chu Kang Stadium, Singapur |

#### Mecz o 3. miejsce
| 7 czerwca 201515:50 | Tajlandia | 0:21(0:14) | Singapur | Choa Chu Kang Stadium, Singapur |
| 7 czerwca 201515:50 |           | 0:21(0:14) |          | Choa Chu Kang Stadium, Singapur |

#### Mecz o 1. miejsce
| 7 czerwca 201516:45 | Filipiny | 24:7(12:0) | Malezja | Choa Chu Kang Stadium, Singapur |
| 7 czerwca 201516:45 |          | 24:7(12:0) |         | Choa Chu Kang Stadium, Singapur |

### Klasyfikacja końcowa
| Miejsce | Reprezentacja | Składy |
| ------- | ------------- | ------ |
| 1       | Filipiny      |        |
| 2       | Malezja       |        |
| 3       | Singapur      |        |
| 4       | Tajlandia     |        |
| 5       | Laos          |        |
| 6       | Kambodża      |        |

## Turniej kobiet

### Faza grupowa
| 6 czerwca 201511:15 | Laos | 0:17(0:12) | Malezja | Choa Chu Kang Stadium, Singapur |
| 6 czerwca 201511:15 |      | 0:17(0:12) |         | Choa Chu Kang Stadium, Singapur |

| 6 czerwca 201511:40 | Tajlandia | 31:5(14:5) | Singapur | Choa Chu Kang Stadium, Singapur |
| 6 czerwca 201511:40 |           | 31:5(14:5) |          | Choa Chu Kang Stadium, Singapur |

| 6 czerwca 201513:45 | Laos | 0:17(0:10) | Filipiny | Choa Chu Kang Stadium, Singapur |
| 6 czerwca 201513:45 |      | 0:17(0:10) |          | Choa Chu Kang Stadium, Singapur |

| 6 czerwca 201514:10 | Malezja | 0:29(0:17) | Singapur | Choa Chu Kang Stadium, Singapur |
| 6 czerwca 201514:10 |         | 0:29(0:17) |          | Choa Chu Kang Stadium, Singapur |

| 6 czerwca 201516:15 | Laos | 0:54(0:26) | Singapur | Choa Chu Kang Stadium, Singapur |
| 6 czerwca 201516:15 |      | 0:54(0:26) |          | Choa Chu Kang Stadium, Singapur |

| 6 czerwca 201516:40 | Tajlandia | 36:0(17:0) | Filipiny | Choa Chu Kang Stadium, Singapur |
| 6 czerwca 201516:40 |           | 36:0(17:0) |          | Choa Chu Kang Stadium, Singapur |

| 7 czerwca 201511:15 | Tajlandia | 37:0(22:0) | Malezja | Choa Chu Kang Stadium, Singapur |
| 7 czerwca 201511:15 |           | 37:0(22:0) |         | Choa Chu Kang Stadium, Singapur |

| 7 czerwca 201511:40 | Singapur | 12:7(7:0) | Filipiny | Choa Chu Kang Stadium, Singapur |
| 7 czerwca 201511:40 |          | 12:7(7:0) |          | Choa Chu Kang Stadium, Singapur |

| 7 czerwca 201513:45 | Laos | 0:45(0:21) | Tajlandia | Choa Chu Kang Stadium, Singapur |
| 7 czerwca 201513:45 |      | 0:45(0:21) |           | Choa Chu Kang Stadium, Singapur |

| 7 czerwca 201514:10 | Filipiny | 27:0(5:0) | Malezja | Choa Chu Kang Stadium, Singapur |
| 7 czerwca 201514:10 |          | 27:0(5:0) |         | Choa Chu Kang Stadium, Singapur |

### Faza pucharowa

#### Mecz o 3. miejsce
| 7 czerwca 201515:25 | Filipiny | 22:0(12:0) | Malezja | Choa Chu Kang Stadium, Singapur |
| 7 czerwca 201515:25 |          | 22:0(12:0) |         | Choa Chu Kang Stadium, Singapur |

#### Mecz o 1. miejsce
| 7 czerwca 201516:15 | Tajlandia | 39:0(24:0) | Singapur | Choa Chu Kang Stadium, Singapur |
| 7 czerwca 201516:15 |           | 39:0(24:0) |          | Choa Chu Kang Stadium, Singapur |

### Klasyfikacja końcowa
| Miejsce | Reprezentacja | Składy |
| ------- | ------------- | ------ |
| 1       | Tajlandia     |        |
| 2       | Singapur      |        |
| 3       | Filipiny      |        |
| 4       | Malezja       |        |
| 5       | Laos          |        |